# 이승철 (1964년)
이승철(1964년 11월 12일~)은 대한민국의 정치인이다. 제16대 국회의원을 지냈다.

## 역대 선거 결과
|  | 7.92% |

|  | 41.56% |

|  | 49.42% |

|  | 38.92% |